# Parry Passage
De Parry Passage of Parry Channel is een zeestraat in het westen van Brits-Columbia in Canada.

## Geografie
De zeestraat ligt in de eilandengroep Haida Gwaii en ligt tussen Langara Island in het noorden en Grahameiland in het zuiden. In het oosten mondt ze uit in de Dixon Entrance, in het westen in de Grote Oceaan.
Het waterlichaam ligt in de mariene ecoregio Noord-Amerikaans Pacifisch Fjordland.

## Geschiedenis
De doorgang werd in 1953 door commandant James Prevost van HMS Virago vernoemd naar ontdekkingsreiziger William Edward Parry, een goede vriend. Eerder werd de zeestraat Cox's Channel genoemd, naar een van de financiers van Iphigenia, die in 1788-1789 door William Douglas in het gebied werd gecommandeerd. Joseph Ingraham noemde het in 1791-1792 Cunneyah's Streights, naar de leider van het nabijgelegen Kiusta. Jacinto Caamaño noemde het in 1792 Puerto de Floridablanca, naar José Moñino, 1e graaf van Floridablanca.
Het eerste gedetailleerde onderzoek van de doorgang werd in 1791 uitgevoerd door kapitein Etienne Marchand van La Solide.
Het Haida-dorp Dadens lag aan de zuidkant van Langara Island aan de zeestraat.